# Andrea Wilkens
Andrea Wilkens (* 16. Oktober 1984 in Meppen) ist eine ehemalige deutsche Fußballspielerin, die von 2003 bis 2012 zum Kader des Erstligisten VfL Wolfsburg gehörte.

## Karriere

### Vereine
Wilkens begann bei der SG Walchum/Hasselbrock mit dem Fußballspielen, dem sich der SV Germania Twist und die FSG Twist anschloss. Zur Bundesligasaison 2003/04 wurde sie vom VfL Wolfsburg verpflichtet und debütierte am 17. August 2003 (1. Spieltag) beim 4:0-Sieg im Auswärtsspiel gegen den 1. FC Saarbrücken; ihr erstes Bundesligator ließ sie 14 Tage später beim Sieg im Auswärtsspiel gegen den FCR 2001 Duisburg folgen – mit dem Siegtor zum 1:0 in der 30. Minute. Bis zum Saisonende 2010/11 bestritt sie 138 Punktspiele, in denen sie insgesamt drei Tore erzielte. Im Sommer 2011 verlängerte sie ihren auslaufenden Vertrag um ein weiteres Jahr, trat aber aus beruflichen Gründen in der Saison 2011/12 nur noch für die zweite Mannschaft Wolfsburgs an in der vierten Liga an. Im Juni 2012 wurde sie endgültig aus der ersten Mannschaft Wolfsburgs verabschiedet und gehörte somit ab der Saison 2012/13 nur noch der zweiten Mannschaft in der Regionalliga Nord an, mit dem sie den Aufstieg in die 2. Bundesliga Nord erreichte. Nach der Saison beendete sie ihre Spielerkarriere, bevor sie sie 2017 beim unterklassigen Braunschweiger Amateurverein BSC Acosta aufleben ließ.

### Nationalmannschaft
Wilkens spielte von 2001 bis 2003 fünfmal für die U19-, 2004 sechsmal für die U21- und 2007 viermal für die U23-Nationalmannschaft. Ihr Debüt als Nationalspielerin gab sie am 10. Oktober 2001 bei der 2:3-Niederlage im Testspiel gegen die schwedische Auswahl.